# Посадкові (межові) вогні

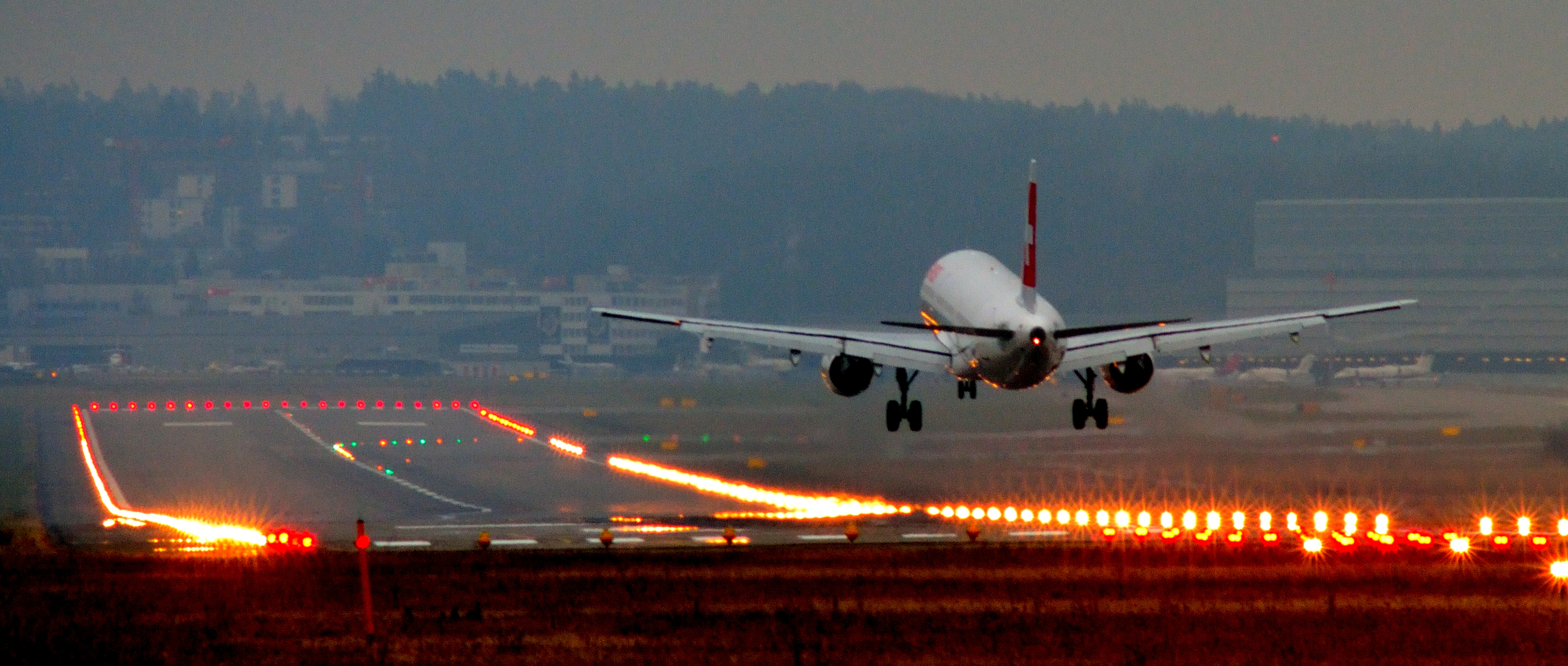
Борт здійснює посадку в аеропорту Цюриха, на світлині видно посадкові межові вогні

Посадкóві межовí вогнí (ПМВ) — аеродромні вогні, що використовуються для позначення країв ЗПС в умовах недостатньої видимості або складних погодних умов. Розрізняються залежно від інтенсивності освітлення:
- Вогні високої інтенсивності ВВІ (англ. High intensity runway lights (HIRL)
- Вогні середньої інтенсивності ВСІ (MIRL)
- Вогні малої інтенсивності ВМІ (LIRL)[1]

Більшість ВВІ та ВСІ мають вбудований контроль інтенсивності, натомість ВМІ зазвичай, видають лише один рівень потужності. В аеропортах за наявності диспетчерської вежі, налаштування інтенсивності здійснює диспетчер в залежності від умов та побажань екіпажу, однак не всі аеропорти мають диспетчерські вежі/служби. В такому разі використовується система керованих екіпажем вогнів (КЕВ, англ. Pilot Controlled Lighting (PCL), яка дозволяє увімкнення по радіо шляхом передавання в ефір визначеної кількості клацань кнопкою виклику.
Більшість ПМВ мають прозорий або білий колір освітлення, однак є винятки для передавання екіпажу у відповідних ситуаціях додаткових даних.
Під час здійснення інструментальних заходів, крайні 600 м або половина довжини ЗПС (залежно що є меншим), є двонапрямлені. Для екіпажу з ближчого торця ЗПС вони виглядатимуть білими, однак у разі заходу з протилежного ― віддаленішого ― торця ЗПС, при здійсненні посадки чи злету у цьому напрямку, ПМВ світитимуть жовтим попереджувальним закінчення ЗПС, кольором. Крайні 200 метрів ЗПС під назвою Торцеві посадкові вогні ЗПС (англ. Runway End Identifier Lights (REILs) випромінюють червоний колір в напрямку кінця смуги для борта, що здійснює посадку, або зеленим ― із зворотного боку для позначення порогу ЗПС для бортів, які йдуть на посадку.